# Mecanismo de tipos de cambio

Miembros de la eurozona (20)
Miembros del MTC II (1)
Miembros del MTC II con cláusula de exclusión (1)
Resto de miembros de la UE (5)

El Mecanismo de tipos de cambio (MTC), también conocido como Mecanismo Europeo de Cambio (MEC), (en inglés ERM) es un acuerdo pactado en marzo de 1979, junto con la creación del Sistema Monetario Europeo (SME), por varios países europeos para establecer un mecanismo de control de los tipos de cambio de sus divisas y, de esta manera, reducir la variabilidad de dichos tipos de cambio y conseguir una estabilidad monetaria. El Sistema Monetario Europeo fue firmado por los entonces miembros de la Comunidad Económica Europea: Alemania, Bélgica, Dinamarca, Francia, Irlanda, Italia, Luxemburgo, los Países Bajos y el Reino Unido. Excepto el Reino Unido, los otros ocho miembros suscribieron el MTC, que era el componente central del SME, para lo cual restringieron los tipos de cambio de sus monedas a unos márgenes de fluctuación específicos, con el objetivo de ayudar al proceso a largo plazo de integración monetaria europea por medio de la creación de una unidad de cuenta y cambio única, la Unidad Monetaria Europea (ECU), para los Estados de la Unión Europea y que con el transcurso de los años cuajó en la actual Unión Económica y Monetaria y la introducción de una moneda común, el euro, a partir del 1 de enero de 1999.

## Historia
A principios de 1979, las tasas de inflación anuales de los países europeos fluctuaban entre 2,7% de Alemania al 12,1% de Italia; sin embargo, mediante una mezcla de cooperación de políticas y realineamientos, el acuerdo de MTC pudo sobrevivir e incluso se incrementó al unirse España en 1989, Reino Unido en 1990 y Portugal a inicios de 1992.

### Crisis de 1992-1993
El MTC sufrió una grave crisis en septiembre de 1992 cuando Italia y el Reino Unido lo abandonaron a causa de la crisis monetaria europea, misma que forzó, en agosto de 1993, a los miembros restantes a retroceder a unos márgenes de los tipos de cambio muy amplios.
El golpe al sistema monetario de 1992 tuvo su origen en los altos tipos de interés del marco alemán. El proceso de reunificación de Alemania había disparado el gasto público en ese país, aumentando la inflación y el déficit presupuestario, por lo que el Banco Federal Alemán elevó los tipos de interés. El SME obligaba en la práctica a los Estados miembros a referenciar su tipo de cambio al marco, porque Alemania era la economía más poderosa y su política económica, la de mayor credibilidad. Entonces empezaron las sospechas de devaluaciones y, la reducción de los tipos de interés de los dólares desvió inversión al marco. En este contexto un inversor (George Soros) llegó a vender más de 10 000 millones de libras esterlinas y forzó la devaluación de la moneda en lo que pasó a conocerse como "Miércoles negro".
El funcionamiento del MTC contaba con varios mecanismos de seguridad que ayudaron en sus inicios a reducir la frecuencia de tales crisis. El MTC no era un sistema de tipos de cambio fijos en sentido estricto. La paridad central podía variarse bajo acuerdo de sus miembros, por lo que se trataba más bien de un sistema de tipos de cambio ajustables. Así, la mayor parte de los tipos de cambio fijados por el MTC hasta agosto de 1993 podía fluctuar, sea al alza o a la baja, en un 2,25% respecto a un valor de paridad asignado, aunque varios miembros pudieron negociar bandas de 6%, con lo cual conservaron una mayor flexibilidad para elegir su política monetaria. En agosto de 1993, la mayoría de las bandas se ampliaron al 15% debido a la presión de los ataques especulativos.
El sistema también previó grandes provisiones de extensión de crédito de los miembros de moneda fuerte (como el marco alemán) a los de moneda débil (como la peseta española).

### MTC II
Con ocasión de la entrada en funcionamiento del euro, quedó obsoleto el antiguo sistema monetario europeo, por lo que se estableció un nuevo mecanismo de tipo de cambio, conocido como Mecanismo de tipos de cambio II (MTC II). Este acuerdo firmado entre el Banco Central Europeo y los bancos centrales nacionales de los países miembros que no forman parte de la eurozona, tiene como objetivo mantener la estabilidad de los tipos de cambio entre el euro y las monedas nacionales participantes en dicho mecanismo para evitar fluctuaciones de los tipos de cambio.
En 1999, las monedas que formaban parte del antiguo sistema monetario europeo pero cuyos países no adoptaron el euro en ese año (Grecia y Dinamarca) pasaron a formar parte del nuevo mecanismo. Cuando Grecia se unió al euro en 2001, la corona danesa se quedó en ese momento como la única participante.
Una de las condiciones que deben cumplir los Estados miembros de la Unión Europea antes de adoptar el euro es que sus monedas deben haber permanecido al menos dos años en el MTC II.
La corona estonia, la litas lituana y el tólar esloveno se incluyeron en el MTC II el 28 de junio de 2004; la libra chipriota, el lats letón y la lira maltesa el 2 de mayo de 2005; y la corona eslovaca el 28 de noviembre de 2005. Cuando Eslovenia (1 de enero de 2007), Malta (1 de enero de 2008), Chipre (1 de enero de 2008), Eslovaquia (1 de enero de 2009), Estonia (1 de enero de 2011), Letonia (1 de enero de 2014) y Lituania (1 de enero de 2015) adoptaron el euro, abandonaron el MTC II.
El 10 de julio de 2020, la leva búlgara y la kuna croata se incluyeron en el MTC II. El 1 de enero de 2023, Croacia adoptó el euro por lo que la kuna croata abandonó el MTC II.
Por lo tanto, desde el 1 de enero de 2023, dos monedas permanecen en el MTC II: la corona danesa y la leva búlgara.